# Mohikaner
 Ikke at forveksle med Mohegan.
En mohikaner er det danske navn for en person der tilhører stammen Mohican, et folk af oprindelige amerikanere.
Ordet er afledt af engelsk mohican fra algonkin-indiansk mahikan med den egentlige betydning 'ulv'. Et fast udtryk på dansk er "den sidste mohikaner", der i overført betydning refererer til den sidste person, der holder stand, når alle andre har givet op.